# Brian Nowak
Brian Nowak ist ein US-amerikanischer Filmregisseur, Filmproduzent, Filmeditor, Drehbuchautor und Schauspieler.

## Leben
Nowak stammt aus Chicago. Er studierte klassische Kunsttheorie und Geschichte an der Northern Illinois University. Von 2008 bis 2010 studierte er am Columbia College Chicago, an dem er seinen Bachelor of Fine Arts in Film und Video mit Schwerpunkt auf Regie erlangte. Nach ersten Kurzfilmen begann er ab 2020 bei Filmen für das Filmstudio The Asylum mit Tätigkeiten als Regisseur. So erschien in diesem Jahr der Spielfilm Meteor Moon. 2021 folgte der Tierhorrorfilm Megalodon Rising – Dieses Mal kommt er nicht allein. 2022 führte er Regie bei Jurassic Domination und Bullet Train Down, beide ebenfalls für The Asylum.

## Filmografie (Auswahl)

### Regie
- 2011: The Party Liaison (Kurzfilm; auch Drehbuch)
- 2017: Player 2 Press Start (Kurzfilm; auch Drehbuch und Filmschnitt)
- 2019: Here’s Your Change (Kurzfilm; auch Drehbuch und Filmschnitt)
- 2020: Meteor Moon
- 2021: Bloody Bites (Fernsehserie, Episode 1x19)
- 2021: Megalodon Rising – Dieses Mal kommt er nicht allein (Megalodon Rising)
- 2022: Jurassic Domination
- 2022: Bullet Train Down
- 2024: Earthquake Underground

### Produktion
- 2011–2012: The Rosie Show (Fernsehserie, 46 Episoden)
- 2012: Just Like a Woman
- 2012: In Focus (Fernsehserie, 1 Episode)
- 2013: The Mob Doctor (Fernsehserie, 2 Episoden)
- 2013: Grand Piano – Symphonie der Angst (Grand Piano)
- 2013: Dhoom: 3
- 2013–2014: 100 Days of Summer (Fernsehserie, 7 Episoden)
- 2014: Shameless (Fernsehserie, 11 Episoden)

### Schauspiel
- 2011: The Party Liaison (Kurzfilm)
- 2016: #FollowFriday (Fernsehfilm)
- 2017: Player 2 Press Start (Kurzfilm)
- 2017: Last Rampage – Der Ausbruch des Gary Tison (Last Rampage: The Escape of Gary Tison)
- 2018: Gags the Clown
- 2019: 7 Days to Vegas
- 2022: Bullet Train Down